# BMW S62
Il BMW S62 è un motore V8 a ciclo Otto ad alte prestazioni prodotto dal 1998 al 2003 dalla casa automobilistica tedesca BMW.

## Caratteristiche e realizzazione

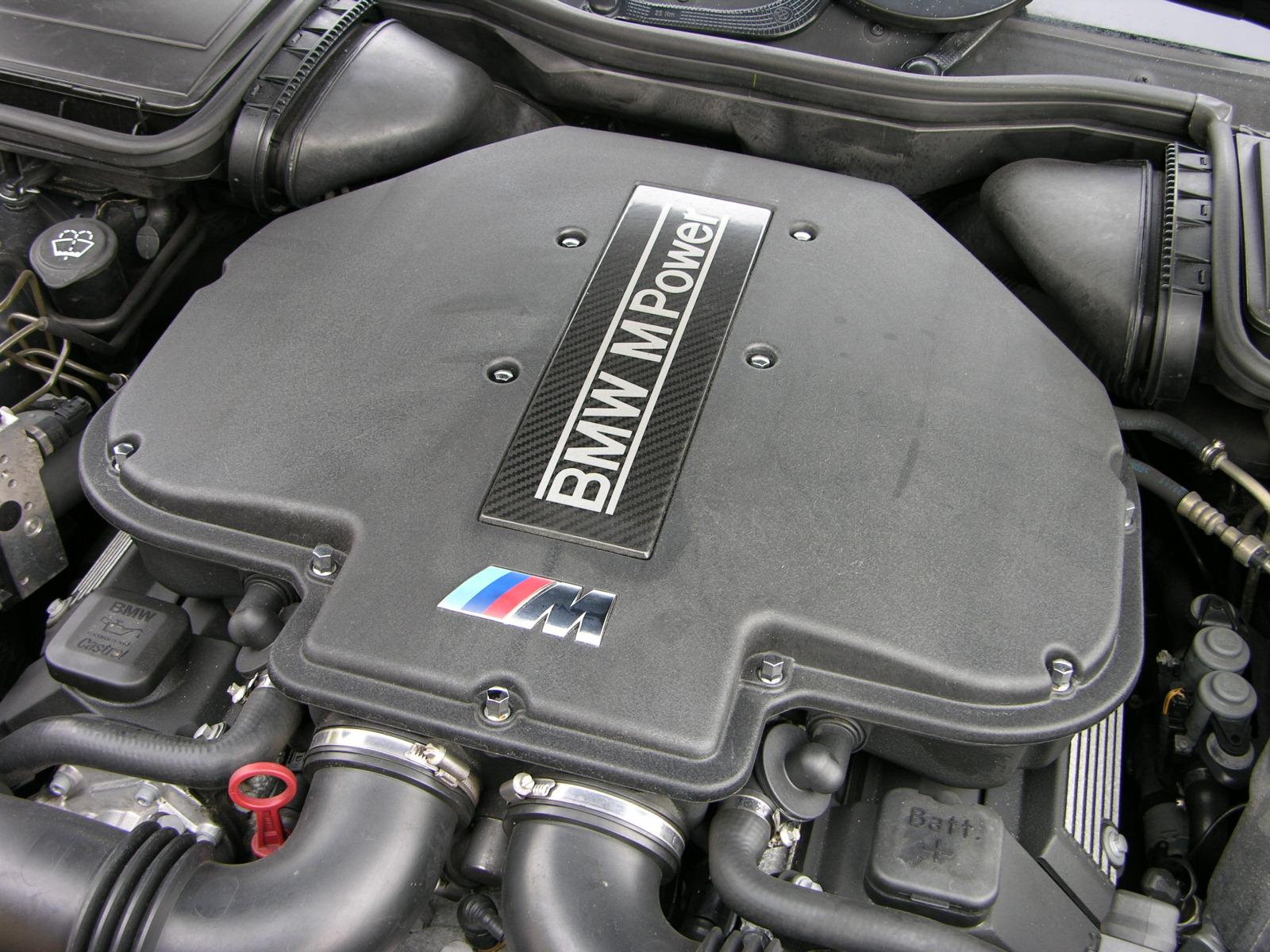
Testata del motore S62 su una BMW M5 del 2002

Questo motore è stato realizzato negli ex-stabilimenti Glas di Dingolfing. Si tratta di una rivisitazione da parte dello staff Motorsport sulla base di un motore BMW di normale produzione. In particolare, l'unità S62 nasce sulla base del motore M62TUB44, un 4.4 litri da 286 CV. Dell'unità originaria vennero mantenute l'architettura generale, consistente in un V8 con angolo di 90° tra le bancate, ed altri aspetti che verranno illustrati in seguito.
Il fatto di utilizzare come base il V8 M62 da 4.4 litri costituisce per BMW un passo importante nella storia delle sue vetture griffate Motorsport, poiché viene abbandonata la tradizionale soluzione a 6 cilindri in linea in favore appunto di un V8.
Il motore scelto come base è stato sottoposto a numerosi aggiornamenti e modifiche di consistente entità, che per chiarezza vengono riportati di seguito separatamente.

## Descrizione e tecnica

### Testate
Le due testate sono state riviste in profondità per quanto riguarda le canalizzazioni dell'acqua per il raffreddamento, che a questo punto diviene di tipo a flusso orizzontale.
Inoltre delle due testate sono stati rivisti i condotti di aspirazione, mentre le valvole sono state rese più resistenti alle maggiori sollecitazioni termiche grazie al rinforzo con speciali materiali ad altissima resistenza termica.

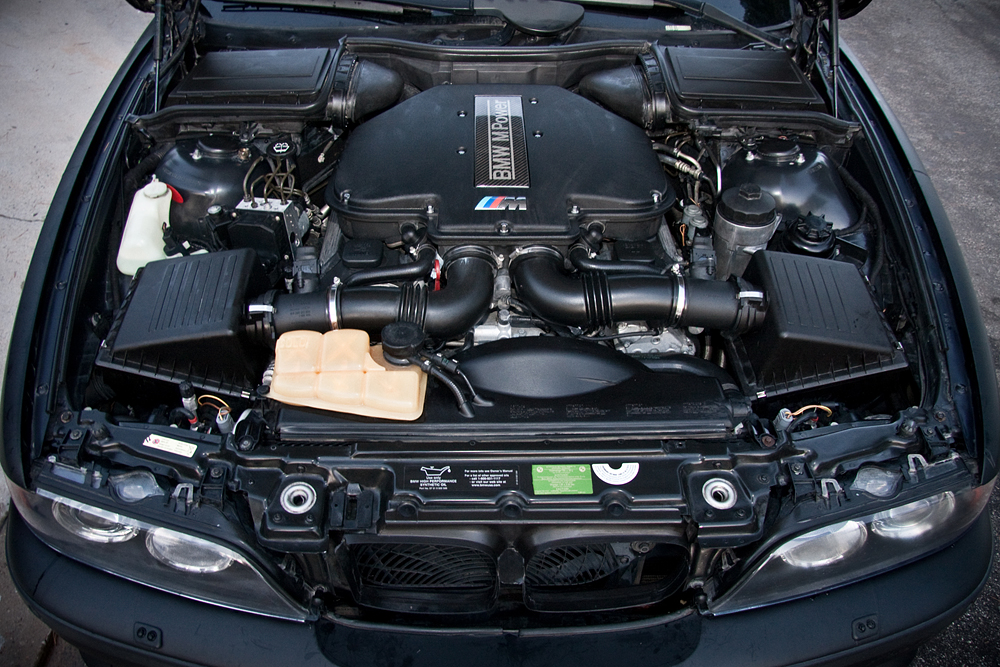
Dettaglio del cofano motore di una BMW M5 5.0 contenente il motore S62

Sempre per quanto riguarda le testate, la distribuzione rimane a due assi a camme in testa per bancata, ma con in più il sistema di fasatura variabile doppio VANOS al posto del VANOS semplice, che agisce sia sulle valvole di aspirazione che su quelle di scarico, garantendo una ottimale distribuzione della curva di coppia lungo un ampio regime di giri.
Le punterie delle valvole sono idrauliche, il che fa del motore S62 il primo propulsore Motorsport europeo a montare tale soluzione, infatti le BMW M3 E36 previste per il mercato statunitense sono state le prime in assoluto.
Un'altra importante novità è rappresentata da nuove guarnizioni a tre strati per le due testate, in modo da contenere ancor più efficacemente i rischi di filtraggio accidentale di lubrificante, acqua o carburante.

### Monoblocco
Assieme all'architettura generale del propulsore, la tecnologia costruttiva del basamento è un altro dei punti fermi nella realizzazione del motore S62, poiché segue lo stesso principio dei motori M62 da cui deriva. Viene infatti utilizzata una lega a base di silicio ed alluminio, denominata alusil, e caratterizzata dal suo contenuto di silicio relativamente alto circa al 30%. Tale lega è dotata di una particolare caratteristica: se sottoposta ad un particolare trattamento elettrochimico, i cristalli di silicio che la compongono emergono sulla superficie dell'oggetto, formando una sorta di "rivestimento". Tale principio è stato utilizzato da BMW per realizzare le canne cilindri in silicio mantenendo il resto del monoblocco in lega di alluminio. In questo modo si riesce a dissipare più efficacemente il calore sviluppato e nello stesso tempo non si incorre in rischi di usura precoce. Inoltre le canne in silicio hanno un'altra particolare proprietà, cioè quella di trattenere a sé più efficacemente il velo d'olio necessario per la lubrificazione. In più sono caratterizzate dal fatto di ridurre già di per sé il coefficiente di attrito.

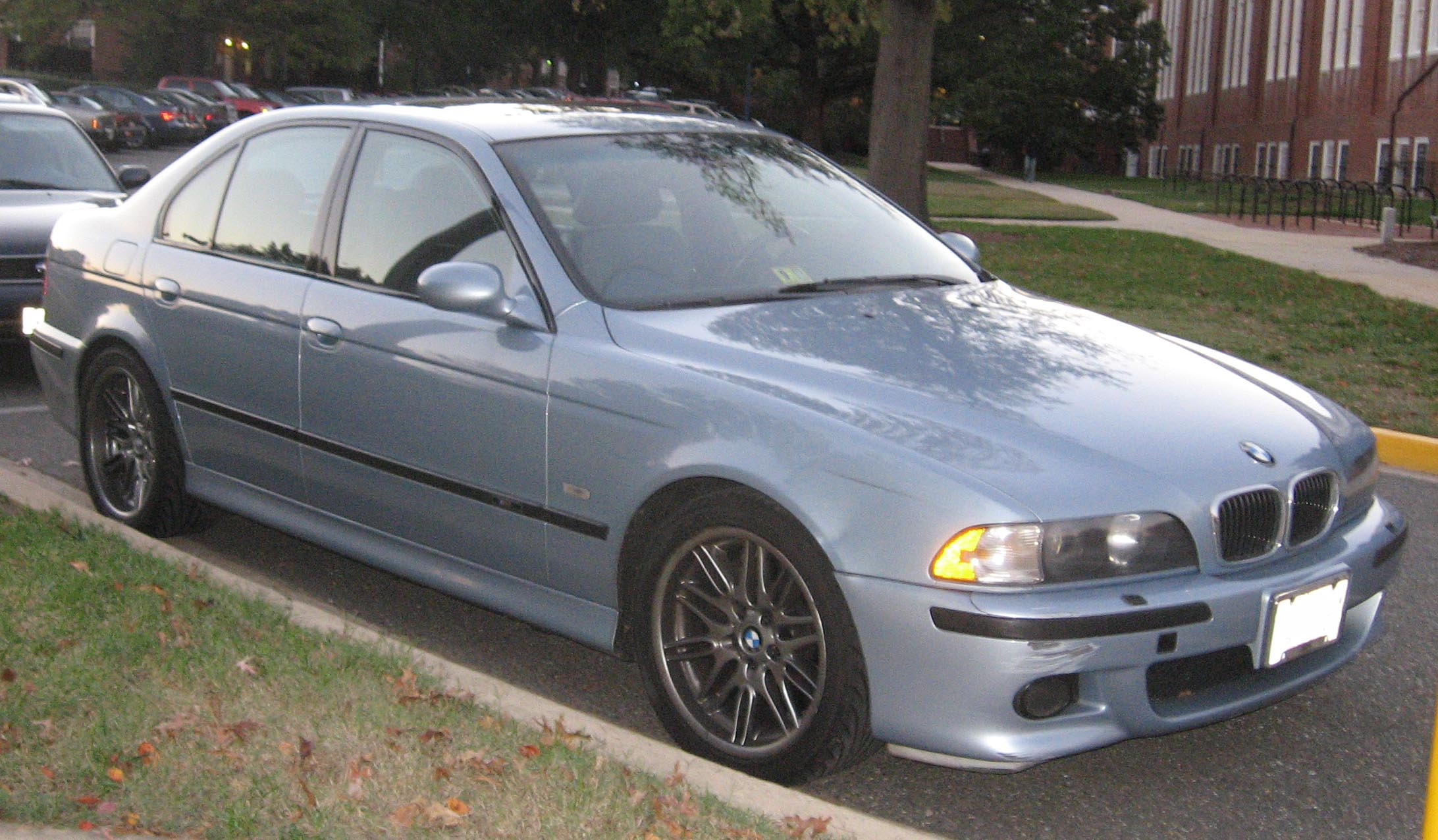
Una BMW M5 E39, prima BMW a montare il motore S62

### Pistoni e cilindri
Anche i pistoni ed i cilindri non sono gli stessi dell'unità originale. Questo perché l'alesaggio e la corsa sono stati modificati, passando dagli originari 92x82.7 mm a 94x89 mm. In particolare, l'allungamento della corsa permette di incrementare il valore di coppia massima. Tali modifiche hanno permesso al propulsore di passare da 4398 a 4941 cm³ di cilindrata complessiva. Ciò ha permesso anche l'innalzamento del rapporto di compressione, passato da 10:1 ad 11:1.
Il disegno dei pistoni, e nello specifico del loro cielo, è del tutto particolare, poiché sono stati sagomati in modo da formare, una volta alloggiati nei cilindri, camere di scoppio di forma diversa, a seconda che si trovino nell'una o nell'altra bancata. In parole povere i pistoni che si trovano in una bancata sono differenti da quelli che si trovano nell'altra. Questa scelta assai sofisticata è stata dettata dall'esigenza di ottenere una combustione ottimale della miscela aria/benzina, e quindi di ottenere un'ottimale erogazione di coppia e potenza a fronte di una minore emissione di gas inquinanti.

### Lubrificazione
Il sistema di lubrificazione è a carter semisecco, in modo da contribuire ad abbassare il baricentro delle vetture che monterà tale motore. È stato impiegato anche un apposito sistema di aspirazione in modo da evitare nelle testate il rischio di mancato ritorno dell'olio durante la guida più impegnativa. Tale sistema consiste in due pompe di aspirazione, una per bancata.

### Alimentazione
Come sugli altri motori BMW rivisti dalla Motorsport, anche in questo sono state montate le farfalle separate, un corpo farfallato per ogni cilindro. In particolare, queste farfalle sono a regolazione elettronica e vengono governate dalla centralina elettronica, una Siemens MS S52, la quale controlla anche altre funzioni, come per esempio il sistema doppio VANOS. Anche il conducente può comunque intervenire sull'apertura dei corpi farfallati, grazie ad un apposito comando che funge da selettore tra modalità di guida normale o sportiva. La centralina Siemens non si occupa però dell'iniezione elettronica, che è affidata invece ad una seconda centralina, una Bosch Motronic.

### Prestazioni
Il motore ultimato divenne nel 1998 un punto di riferimento per le sue prestazioni e per le sue doti di erogazione. Il motore S62, noto anche con la sua sigla completa che è S62B50, riesce a sviluppare una potenza massima di 400 CV (294 kW) a 6600 giri/min, mentre la coppia motrice raggiunge il suo massimo livello di 500 Nm o 51 kgm a 3800 giri/min.

### Applicazioni

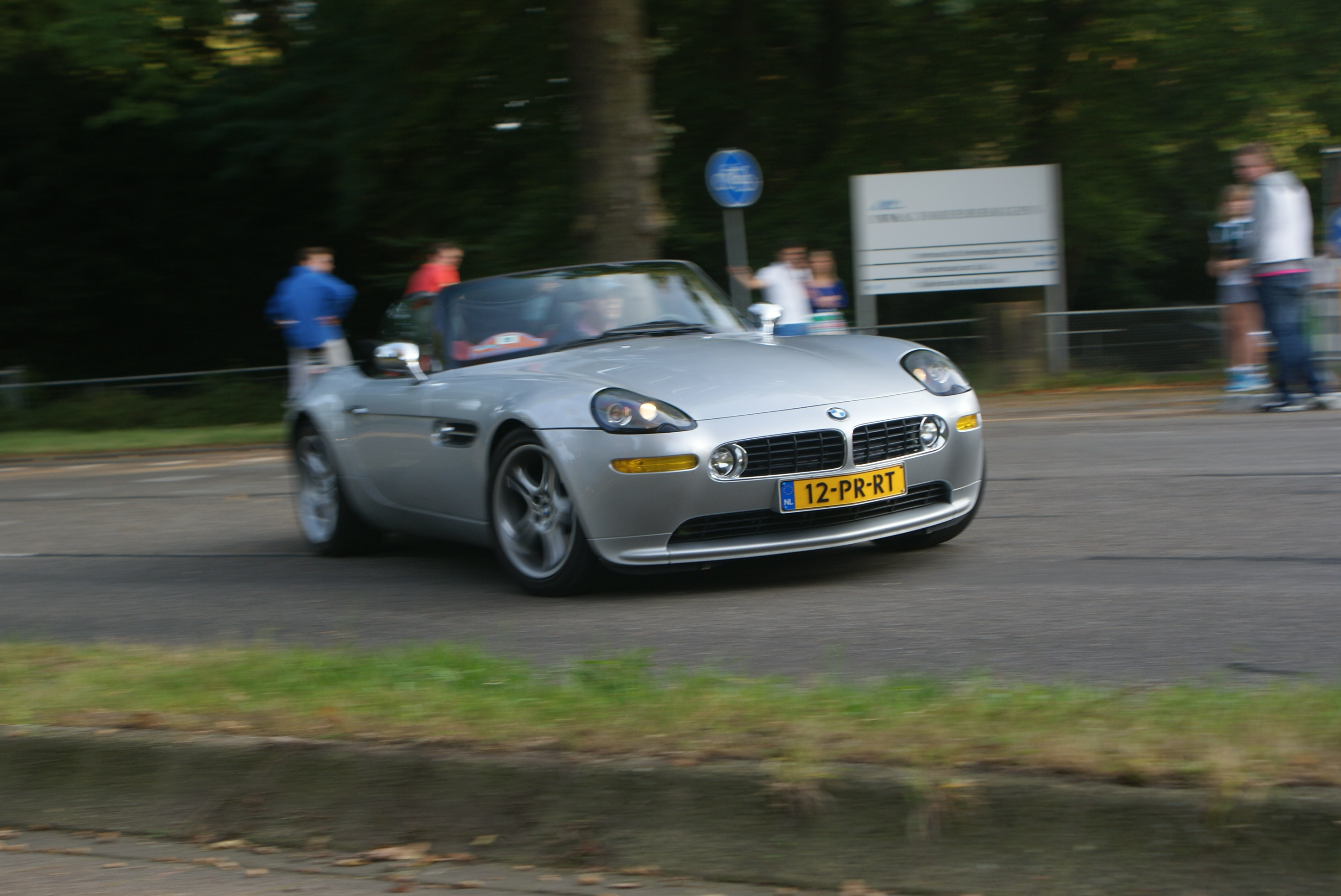
BMW Z8 del 2000, ultima vettura dotata del motore S62

Il motore S62 è stato montato dapprima sulla BMW M5 E39, prodotta dal 1998 al 2003, successivamente sulla roadster Z8, lanciata nel 2000 e successivamente sulla Ascari A10, lanciata nel 2006.